# Mladen Bratić
Mladen Bratić a fost un general al Armatei Populare Iugoslave care a fost ucis în timpul Asediului Vukovarului.

## Biografie
Înainte de începerea războaielor iugoslave, Bratić a comandat Garnizoana Novi Sad, parte a Armatei Iugoslave.
În timpul Războiului Croat de Independență a primit misiunea de a ataca orașul Vukovar, care era apărat de armata croată. La începutul asedierii localității, Bratić a fost numit comandat al „Grupului de Operațiuni Nord”, în timp ce la comanda „Grupului de Operațiuni Sud” se afla colonelul Mile Mrkšić. „Grupul de Operațiuni Nord era alcătuit dintr-o brigadă mecanizată, un regiment mecanizat adus din orașul Pančevo și, ca întăriri, Unitatea 211 Tancuri din Baranja, staționată în Borovo Naselje.
Pe 3 noiembrie, Armata Populară Iugoslavă a lansat un asalt amfibiu peste Dunăre pentru a face joncțiunea cu paramilitarii din Garda Voluntarilor Sârbi (Tigrii lui Arkan), conduși de Željko Ražnatović (Arkan). În timpul acestei operațiuni, generalul Mladen Bratić a fost ucis de o rachetă antitanc lângă suburbia Borovo Naselje, pe 4 noiembrie.
În total, în timpul luptelor de la Vukovar, peste 1.300 de militari din regimentul lui Bratić au fost uciși în oraș și în împrejurimi.
După moartea sa, generalul Mladen Bratić a fost urmat la comanda Garnizoanei Novi Sad de generalul Andrija Biorčević, participant și el la asedierea Vukovarului.

## Omagiu
În onoarea generalului Bratić, consiliul local din Novi Sad a decis, pe 30 martie 2007, să numească o stradă cu numele său.